# 渡島福島駅

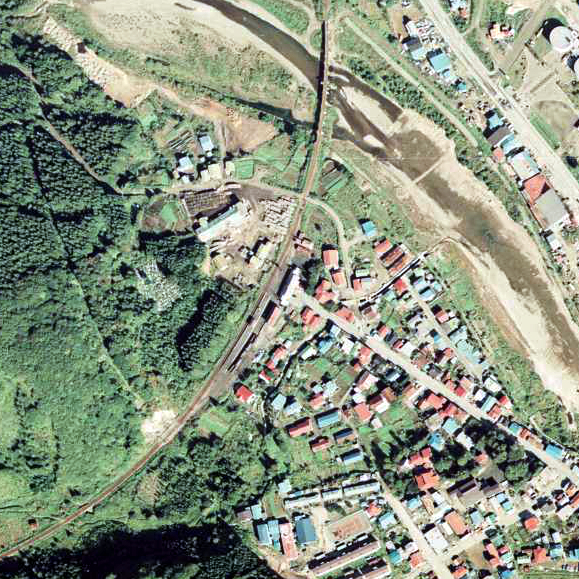
1976年の渡島福島駅と周囲約500 m範囲。左下が松前方面。島状だが駅裏片側使用の単式ホーム1面1線とホームと駅舎間に貨物積卸線が敷かれていて貨車が留置されている。

渡島福島駅（おしまふくしまえき）は、北海道松前郡福島町字福島にかつて設置されていた、北海道旅客鉄道（JR北海道）松前線の駅（廃駅）である。電報略号はフク。事務管理コードは▲141505。
1980年（昭和55年）まで運行されていた、急行「松前」の停車駅だった。

## 歴史

### 年表
- 1942年（昭和17年）11月1日：国有鉄道福山線の碁盤坂駅（後の千軒駅） - 渡島吉岡駅間の開通に伴い、一般駅として開業[1]。
- 1949年（昭和24年）6月1日：日本国有鉄道法施行に伴い、日本国有鉄道（国鉄）に継承。
- 1953年（昭和28年）11月8日：福山線が、路線名を松前線に変更。
- 1963年（昭和38年）12月1日：準急「松前」運行開始。
- 時期不詳[注釈 1]：業務委託化。
- 1980年（昭和55年）10月1日：急行「松前」廃止により、優等列車の停車がなくなる。
- 1982年（昭和57年）11月15日：貨物取扱い廃止[1]。
- 1984年（昭和59年）2月1日：荷物取扱い廃止[1]。
- 1986年（昭和61年）11月1日：業務委託を廃止し、駅員無配置駅となる[3]（簡易委託化）。
- 1987年（昭和62年）4月1日：国鉄分割民営化に伴い、北海道旅客鉄道（JR北海道）に継承[1]。
- 1988年（昭和63年）2月1日：松前線の全線廃止に伴い、廃駅となる。

### 駅名の由来
当駅が所在する地名に、旧国名の「渡島」を付する。

## 駅構造
廃止時点では島式ホーム片面使用の1面1線を有する地上駅であり、業務委託駅となっていた。使われなくなった駅舎側の1線は、交換設備運用廃止後も転轍機が撤去された状態で側線として残っていた。ホームは、線路の南側（松前方面に向かって左手側）に存在した。かつては島式ホーム1面2線を有する、列車交換可能な職員配置駅であった。
駅舎はホームの南側に位置し、構内踏切で連絡した。古い木造駅舎で、屋根は津軽海峡からの海風により錆だらけであったという。

## 利用状況
- 1981年度（昭和56年度）の1日乗降客数は392人[4]。

## 駅周辺
- 北海道道532号岩部渡島福島停車場線
- 国道228号
- 福島町役場
- 松前警察署福島交番
- 福島郵便局
- 道南うみ街信用金庫福島支店
- 福島町立福島小学校
- 福島町立福島中学校
- 福島町青函トンネル記念館
- 道の駅横綱の里ふくしま
- 福島大神宮 - 駅から約0.7 km。祭神は天照皇大御神と豊受大神。道指定無形民俗文化財である松前神楽の発祥地[4]である。
- 福島川
- 函館バス「福島」停留所

## 跡地
2010年（平成22年）時点では町役場が建築されているが、鉄道関連施設は何も残っていない。2024年（令和6年）時点では町役場の入口に、「渡島福島駅跡」と書かれた看板があった。

## 隣の駅
北海道旅客鉄道（JR北海道）
松前線
千軒駅 - 渡島福島駅 - 白符駅